# دیستوپیا (ترانه)
«دیستوپیا» (انگلیسی: Dystopia) ترانه‌ای از گروه ترش متال آمریکایی مگادث است که توسط دیو ماستین نوشته شده است. این ترانه، دومین قطعه و تایتل ترک پانزدهمین آلبوم استودیویی این گروه، به نام دیستوپیا، است که در ۲۲ ژانویه ۲۰۱۶ منتشر شد. این ترانه ابتدا در تاریخ ۷ ژانویه ۲۰۱۶ در سرویس‌های استریمینگ منتشر شد.

## اجراها
این ترانه نخستین بار به صورت زنده در لاس وگاس، نوادا، در تاریخ ۲۶ فوریه ۲۰۱۶ اجرا شد و این اجرا کاملاً بی‌کلام بود. این قطعه بیشتر از دیگر قطعات آلبوم اجرا شده و تا سپتامبر ۲۰۲۲ بیش از ۲۸۰ بار اجرا شده است.

## موزیک ویدیو
ویدئوی انیمیشنی پسا-آخرالزمانی این ترانه دنباله‌ای بر ویدئوی ترانهٔ «تهدید جدیه» (The Threat Is Real) از این گروه است. این ویدئو شامل یک تعقیب و گریز پرسرعت و مبارزه‌ای خونین در منطقه جنگی آینده‌نگرانه‌ای است که توسط مگادث تصور شده است. دربارهٔ کارگردانی این ویدئو، دیو ماستین به وب‌سایت Mashable گفت: «ما با مردی در انگلستان ملاقات کردیم و من اساساً با او دربارهٔ شهری دیستوپیایی که در ذهنم تصور کرده بودم صحبت کردم … همیشه در پایان داستان یک پیام اخلاقی وجود دارد: اگر برای چیزی که درست است بایستید، نیازی به تسلیم شدن در برابر یک دنیای دیستوپیایی نخواهید داشت. این از همان چیزهایی است که ما با آن بزرگ شدیم. توضیح دادن این مفهوم به هنرمند - فکر می‌کنم او به‌وضوح آنچه می‌گفتم را درک کرد.»

## بازخورد نقادانه
این ترانه، بالاترین رتبه را در میان ترانه‌های آلبوم در وب‌سایت متاکریتیک دارد. مجله رولینگ استون این ترانه را در مقایسه با سایر قطعات آلبوم، بیشتر مناسب برای پخش در رادیو معرفی کرد. این قطعه توسط Return Of Rock به‌عنوان بهترین قطعه از آلبوم رتبه‌بندی شد.

### جایزه گرمی
«دیستوپیا» برنده جایزه گرمی برای بهترین اجرای متال در مراسم جوایز گرمی ۲۰۱۷ شد. این اولین برد گروه پس از ۱۲ نامزدی بود. ماستین، لوریر، الفسون و وربورن در مراسم حضور داشتند؛ اما درامر آلبوم و دریافت‌کننده جایزه، کریس آدلر، حضور نداشت. هنگام دریافت جایزه، گروه موسیقی حاضر در مراسم ترانه «عروسک‌گردان» از گروه سابق ماستین، متالیکا، را اجرا کرد که باعث جنجال میان طرفداران شد.

## جدول‌ها
| جدول (۲۰۱۶)                           | بالاترین جایگاه |
| ------------------------------------- | --------------- |
| راک جریان اصلی ایالات متحده (بیلبورد) | ۲۸              |

## عوامل
مگادث
- دیو ماستین – گیتار اصلی و ریتم، آواز اصلی
- کیکو لوریرو – گیتار اصلی، آواز زمینه
- دیوید الفسن – بیس، آواز زمینه
- کریس ادلر – درامز